# Morgan Russell
Pour les articles homonymes, voir Russell.
Morgan Russell né le 25 janvier 1886 à New York, et mort le 29 mai 1953 à Philadelphie, est un artiste peintre américain, cofondateur à Paris en 1912 du synchromisme.

## Biographie
Morgan Russell passe son enfance et sa jeunesse à New York. Il devient élève en architecture en 1903, rencontre le sculpteur Arthur Lee (1881-1961), et ils décident tous deux d'entrer à l'Art Students League of New York où ils retrouvent James Earle Fraser. En janvier 1906, Russell obtient une bourse de voyage de Gertrude Vanderbilt Whitney qui lui permet d'effectuer un premier séjour à Paris et Rome ; elle restera longtemps sa mécène. De retour à New York l'année suivante, Russell devient élève de la New York School of Art où il a comme professeur, Robert Henri. En 1909, il décide de s'installer à Paris. Il fréquente l'atelier de Henri Matisse, rencontre Gertrude Stein et Auguste Rodin. En 1910, il expose une première fois au Salon d'Automne, une toile intitulée Un Homme nu sur la plage ; il réside au 4 rue Dulac,.
En 1911, il rencontre Stanton Macdonald-Wright (en), un jeune artiste américain comme lui expatrié. Ils fréquentent ensemble l'atelier du peintre et enseignant canadien Percyval Tudor-Hart (1873-1954), qui réside à Paris depuis 1903. Ce dernier développait une théorie reliant musique, tonalité et couleurs. Cette théorie pousse Macdonald-Wright et Russell en 1912 à fonder le synchromisme. Ils exposent en juin suivant leurs premières toiles « synchromistes » à Der Neue Kunstsalon de Munich. En octobre, à Paris, la galerie Bernheim-Jeune les exposent à son tour. En 1913, Russell est exposé au Salon des Indépendants. Dans la foulée, lui et Macdonald-Wright sont sélectionnés pour figurer à l'Armory Show. Russell y expose deux œuvres, Capucines et Portrait.
En 1915, le critique d'art Willard Macdonald-Wright — qui est en fait le frère de Stanton —, dans son essai Modern Painting: Its Tendency and Meaning (publié chez John Lane), consacre un chapitre entier au synchromisme. Durant la Première Guerre mondiale, en juin 1917, Russell expose salle Huyghens. En février 1919, il expose à la galerie Berthe Weill.
En 1920, Russell entame une correspondance active avec le jeune critique d'art Jean-Gabriel Lemoine, qui collabore entre autres à L'Écho de Paris et qui avait salué son travail un an plus tôt. Macdonald-Wright retourne vivre en Californie. De son côté, Russell poursuit sa vie parisienne, une ville qu'il ne quittera qu'en 1946 ; apparemment, il fréquente le milieu de la nuit en tant que travesti. Au début des années 1920, Russell abandonne l'abstraction pour se tourner vers la peinture figurative, des nus, puis d'inspiration religieuse. Sa présence au Salon d'automne de 1921 ne passe pas inaperçue, ses nus étant jugés très provocateurs. En 1930, il expose au Salon des Tuileries.
Fin 1946, revenu aux États-Unis, Russell se convertit au catholicisme. Jusqu'à sa mort en 1953 dans la banlieue de Philadelphie, il peint majoritairement des nus, influencés par les maîtres anciens. 
Morgan Russell fut marié deux fois.

## Œuvre
La redécouverte de l'œuvre de Russell devient effective en 1978, quand le Whitney Museum of American Art lui consacre une exposition itinérante. En 1990, le musée d'art de Montclair organise une nouvelle rétrospective de son œuvre.

### Conservation
- Synchromy in Orange: To Form (1914), Buffalo, Galerie d'art Albright-Knox.